# Globochthonius argirocastronis
Espèce
Synonymes
- Chthonius argirocastronis Ćurčić, Rađa & Dimitrijević, 2007

Globochthonius argirocastronis est une espèce de pseudoscorpions de la famille des Chthoniidae.

## Distribution
Cette espèce est endémique d'Albanie. Elle se rencontre vers Gjirokastër.

## Publication originale
- Ćurčić, Dimitrijević, Rađa & Vujčić-Karlo, 2007 : A new species of endemic pseudoscorpions (Pseudoscorpiones, Arachnida) from Albania. Buletini Shkencor, Seria e Shkencave të Natyrës, vol. 57, p. 159-166.